# Buch in Tirol
Buch in Tirol – gmina w Austrii, w kraju związkowym Tyrol, w powiecie Schwaz. Według Austriackiego Urzędu Statystycznego liczyła 2531 mieszkańców (1 stycznia 2015).